# Conus attenuatus
Espèce
Statut de conservation UICN

 LC  : Préoccupation mineure
Conus attenuatus est une espèce de mollusques gastéropodes marins de la famille des Conidae.
Comme toutes les espèces du genre Conus, ces escargots sont prédateurs et venimeux. Ils sont capables de « piquer » les humains et doivent donc être manipulés avec précaution, voire pas du tout.

## Distribution
Cette espèce est présente dans la mer des Caraïbes et le golfe du Mexique ; également au large de la dorsale médio-atlantique.

### Niveau de risque d’extinction de l’espèce
Selon l'analyse de l'UICN réalisée en 2011 pour la définition du niveau de risque d'extinction, cette espèce est présente de la Colombie aux Bahamas, dans le sud-est de la Floride et les Florida Keys, en passant par l'Amérique centrale, dans toutes les îles des Antilles et le long de la côte nord de l'Amérique du Sud. En raison de sa large distribution, il n'y a pas de menaces connues pour cette espèce. Cette espèce est classée dans la catégorie " préoccupation mineure ".

## Taxonomie

### Publication originale
L'espèce Conus attenuatus a été décrite pour la première fois en 1844 par l'éditeur et naturaliste britannique Lovell Augustus Reeve (1814-1865) dans la publication intitulée « Conchologia Iconica, or, illustrations of the shells of molluscous animals »,.

### Synonymes
- Attenuiconus attenuatus (Reeve, 1844) · non accepté
- Conus (Attenuiconus) attenuatus Reeve, 1844 · appellation alternative
- Conus bifasciatus G. B. Sowerby II, 1857 · non accepté (invalide : homonyme junior)
- invalide : junior homonym of Conus bifasciatus Gmelin, 1791
- Conus fasciatus A. Adams, 1854 · non accepté (invalide : homonyme junior)
- invalide : junior homonym of Conus fasciatus Schröter, 1803 and several others; C. bifasciatus Sowerby is a replacement name
- Conus ustickei J. P. Miller, 1959 · non accepté
- Dauciconus attenuatus (Reeve, 1844) · non accepté

## Identifiants taxonomiques
Chaque taxon catalogué par les bases de données biologiques et taxonomiques possède un identifiant qui permet d'établir un point de référence. Les identifiants de Conus attenuatus dans les principales bases sont les suivants :
CoL : XWXV - GBIF : 5193260 - iNaturalist : 431843 - IRMNG : 10941127 - NCBI : 605673 - SeaLifeBase : 75402 - TAXREF : 6368 - UICN : 192629 - 